# Saint Samsaon
Saint Samsaon (en inglés: Saint Sampson, y en francés: Saint-Samson), es una de las parroquias de Guernsey, Islas del Canal. La parroquia está dividida en dos secciones no contiguas, la mayor parte de la parroquia se encuentra en la costa este, con una sección más pequeña en la costa oeste. La parroquia de Vale limita con la parroquia al norte y también se extiende entre las dos partes de St. Sampson. Lo que actualmente es el límite norte de la parroquia originalmente corría a lo largo de la costa sur de Le Braye du Valle, un canal de mareas que convertía el extremo norte de Guernsey, Le Clos du Valle, en una isla de mareas. La Braye du Valle fue drenada y reclamada en 1806 por el gobierno británico como medida de defensa. El extremo oriental del antiguo canal se convirtió en la ciudad y el puerto (desde 1820) de St. Sampson, ahora el segundo puerto más grande de Guernsey. El extremo occidental de La Braye es ahora Le Grand Havre. La calzada llamada The Bridge que cruza el final del puerto en St. Sampson recuerda el puente que antes unía las dos partes de Guernsey durante la marea alta.
El apodo en guernésiais para la gente de St Sampson es roînes (ranas).
El código postal de las direcciones de las calles de esta parroquia comienza con GY2.

## Historia
La iglesia parroquial de St. Sampson afirma ser la más antigua de las iglesias parroquiales de Guernsey, y se encuentra en la costa donde llegó Sansón de Dol de Bretaña en el siglo VI, con la intención de convertir a los isleños al cristianismo. La iglesia fue consagrada el 22 de mayo de 1111 por el obispo de Coutances.
Sansón de Dol es el patrón de Guernsey.
En 1814 había 125 viviendas, que albergaban a 788 residentes de Saint Sampson. La parroquia proporciona 1/13 de todos los impuestos recaudados en Guernsey.
Las instalaciones portuarias mejoraron a medida que aumentaba el comercio que utilizaba el puerto. En 1822, se exportaron 7.000 toneladas de adoquines de granito en 90 barcos. En 1836, las exportaciones anuales habían aumentado a 57,584 toneladas. En 1841 se completó el muelle sur y en 1851, 542 barcos utilizaban el puerto cada año. En 1861, las exportaciones de granito habían aumentado a 142.866 toneladas en 737 barcos. Hoy en día, el puerto se utiliza para transporte de mercancías no en contenedores, incluido el combustible líquido y gaseoso.
La construcción naval se llevó a cabo en Saint Sampson, desde embarcaciones comerciales locales hasta un cortador de té llamado Golden Spur y un barco de vapor, el Commerce construido en 1874. El Lydia, un bergantín local de 173 toneladas, zarpó en marzo de 1853 de Saint Sampson a Adelaide con 60 emigrantes, tardó 132 días.
Los tranvías solían ir de Saint Sampson al puerto de Saint Pierre desde 1879, sustituyendo a un autobús tirado por caballos que había comenzado a funcionar en 1837. Originalmente, los tranvías funcionaban a vapor, cambiaron a eléctricos en 1891 y continuaron en servicio hasta 1934.